# Lovrečica
Lovrečica (en italien : San Lorenzo) est une localité de Croatie située en Istrie, dans la municipalité d'Umag, dans le comitat d'Istrie. En 2001, la localité comptait 154 habitants.

## Démographie
| 1948 | 1953 | 1961 | 1971 | 1981 | 1991 | 2001 |
| ---- | ---- | ---- | ---- | ---- | ---- | ---- |
| 219  | 175  | 210  | 170  | 253  | 324  | 154  |